# Gaspar de Gricio
Gaspar de Gricio (fallecido el 7 de noviembre de 1507) fue secretario y notario de los Reyes Católicos.
Fue el notario ante el cual dictó su testamento la reina Isabel en 1504. En los últimos años de su vida se ocupó en particular de los asuntos relacionados con las Indias.
Era probablemente hermano de Beatriz Galindo, apodada La Latina, dama de compañía y maestra de la Reina.